# الجفاف بالمغرب
الجفاف هو فترة من الوقت قد تصل إلى شهور أو سنوات، وتحدث نتيجة نقص حاد في الموارد المائية في منطقة معينة. ويحدث عندما تعاني منطقة ما بشكل مستمر من انخفاض هطول الأمطار عن المعدل الطبيعي لها. ومن الممكن أن يكون للجفاف تأثير كبير على كل من النظام البيئي والزراعة في المنطقة المتضررة. وعلى الرغم من أن فترات الجفاف قد تستمر لسنوات عديدة، فإن فترة قصيرة من الجفاف الشديد كفيلة بإلحاق أضرار هائلة وإنزال خسائر بالاقتصاد المحلي. ولهذه الظاهرة العالمية تأثير واسع النطاق في مجال الزراعة. فوفقًا لإحصائيات الأمم المتحدة، تعادل مساحة الأراضي الخصبة التي يتم إهدارها كل عام بسبب الجفاف وإزالة الغابات وعدم استقرار المناخ مساحة دولة أوكرانيا. هذا، ومن المعروف أيضًا أنه لطالما كانت فترات الجفاف الطويلة الدافع الرئيسي للهجرة الجماعية؛ فهي تلعب دورًا رئيسيًا في حدوث عدد من الهجرات المستمرة والكوارث الإنسانية الأخرى في منطقتي القرن الأفريقي والساحل الأفريقي مصادر عرف المغرب منذ القديم ظاهرة الجفاف، لكن ابتداءً من الثمانينيات بدأ يتسع مجال انتشارها. فالجفاف هو حالة انحباس هطول الأمطار خلال مدة من الزمن عن الأرض... و يمكن التمييز بين 3 أنواع من الجفاف:
- الجفاف المناخي: و هو عجز في التساقطات التي تتلقاها منطقة ما.
- الجفاف الزراعي: ضعف وتراجع في المحاصيل الزراعية والحيوانية.
- الجفاف الهيدرولوجي: عجز في المواد المائية من الأودية أو العيون والفرشات الباطنية... ويعتبر الجفاف المناخي المتحكم في باقي الأنواع الأخرى.

## تجليات الجفاف بالمغرب
كشفت التقارير أن المغرب خلال القرن العشرين: عرف أزيد من 10 فترات جفاف رئيسية وتجلى ذلك في تراجع المواد المائية السطحية ونضوب مياه العيون والآبار كما تراجع الإنتاج الزراعي والحيواني والغطاء النباتي.

## أسباب الجفاف
يرتبط الجفاف بشكل عام بكمية الأمطار الناتجة عن كمية التبخر في الجو وأيضا قوة الدفع الهوائية الحاملة لبخار الماء في الأعلى. انخفاض نسبة هاذين العاملين تؤدي إلى الجفاف.

## واقع وآفاق استعمال الموارد المائية في المغرب
الماء متوفر بالمغرب لكنه موزع بطريقة غير ملائمة مما يجعل بلاد المغرب ضمن قائمة البلدان التي تعاني من مشكل في نقص في الماء ولهذا وجب ترشيد استعمال المياه.